# 若狭与志枝
若狭 与志枝（わかさ よしえ、1988年6月7日 - ）は、日本の女子プロボクサー。北海道稚内市出身。花形ボクシングジム所属。身長161cm。第4・7代日本女子フェザー級王者。

## 来歴
2014年8月27日、田中智沙戦でプロデビューし1回KO勝利。
デビューから4連勝するが、拳の負傷のため2017年2月19日の吉田実代戦を棄権しブランクを作ってしまう。
2018年4月17日、島野りーみん戦で1年半ぶりに復帰し判定勝利。
8月20日、日本女子バンタム級挑戦者決定戦として奥田朋子と対戦し、2-1判定で勝利し挑戦権獲得。
2019年3月13日、吉田実代が持つ日本女子バンタム級王座に挑むが、0-3判定で敗れ王座奪取ならず。
9月23日、藤原芽子が持つOPBF東洋太平洋女子バンタム級王座に挑むが、7回負傷判定0-3で敗れまたしても王座奪取に失敗。
2020年11月13日、三好喜美佳の持つ日本女子フェザー級王座に挑み、3-0の判定で王座奪取に成功。北海道出身の女子プロボクサーによるタイトル獲得は元東洋太平洋女子アトム級王者の秋田屋まさえに次いで2人目。
2022年2月14日、1年3か月ぶりの試合は日本王座初防衛戦として三好喜美佳とのダイレクトリマッチとなったが、0-3判定で敗れ王座陥落。
10月18日、三好喜美佳と日本王座返り咲きを懸けてラバーマッチとして対戦。なお、三好とは3試合連続での対戦となったが、一方で三好は藤原茜戦を挟んでの対戦となる。試合は0-3（56-58×3）の判定で敗れ王座返り咲きならず。
2024年7月31日、1年9か月ぶりとなるリングで藤原茜が持つ日本女子フェザー級王座に挑み、3-0（59-55×3）の判定で王座返り咲きに成功した。
2024年12月6日、日本王座初防衛戦として三好喜美佳と2年ぶり4度目の対戦を3-0判定で制し初防衛成功。

## 戦績
- プロボクシング:13戦 9勝 2KO 4敗

| 戦           | 日付           | 勝敗 | 時間 | 内容         | 対戦相手                                   | 国籍 | 備考                                       |
| ------------ | -------------- | ---- | ---- | ------------ | ------------------------------------------ | ---- | ------------------------------------------ |
| 1            | 2014年8月27日  | ☆    | 1R   | KO           | 田中智沙(勝又)                             | 日本 | プロデビュー戦                             |
| 2            | 2015年5月31日  | ☆    | 4R   | 判定 3-0     | 神成麻美(カシミ)                           | 日本 |                                            |
| 3            | 2015年12月20日 | ☆    | 3R   | TKO          | 佐藤絢香(YuKOフィットネス)                 | 日本 |                                            |
| 4            | 2016年9月21日  | ☆    | 4R   | 判定 2-0     | ドックマイパー・モークルンテープトンブリー | タイ |                                            |
| 5            | 2018年4月17日  | ☆    | 4R   | 判定 3-0     | 島野りーみん(TEAM 10COUNT)                 | 日本 |                                            |
| 6            | 2018年8月20日  | ☆    | 6R   | 判定 2-1     | 奥田朋子(堺東ミツキ)                       | 日本 | 日本女子バンタム級挑戦者決定戦             |
| 7            | 2019年3月15日  | ★    | 6R   | 判定 0-3     | 吉田実代(EBISU K's BOX)                    | 日本 | 日本女子バンタム級タイトルマッチ           |
| 8            | 2019年9月23日  | ★    | 7R   | 負傷判定 0-3 | 藤原芽子(真正)                             | 日本 | OPBF女子東洋太平洋バンタム級タイトルマッチ |
| 9            | 2020年11月13日 | ☆    | 6R   | 判定 3-0     | 三好喜美佳(川崎新田)                       | タイ | 日本女子フェザー級タイトルマッチ           |
| 10           | 2022年2月14日  | ★    | 6R   | 判定 0-3     | 三好喜美佳(川崎新田)                       | 日本 | 日本王座陥落                               |
| 11           | 2022年10月18日 | ★    | 4R   | 判定 0-3     | 三好喜美佳(川崎新田)                       | 日本 | 日本女子フェザー級タイトルマッチ           |
| 12           | 2024年7月31日  | ☆    | 6R   | 判定 3-0     | 藤原茜(ワタナベ)                           | 日本 | 日本女子フェザー級タイトルマッチ           |
| 13           | 2024年12月6日  | ☆    | 6R   | 判定 3-0     | 三好喜美佳(川崎新田)                       | 日本 | 日本王座防衛1                              |
| テンプレート |                |      |      |              |                                            |      |                                            |

## 獲得タイトル
- 第4代日本女子フェザー級王座（防衛0=陥落）
- 第7代日本女子フェザー級王座（防衛1）